# Music Choice
Music Choice to 42 kanały muzyczne nadające całą dobę, zgrupowane w siedmiu blokach tematycznych, bez reklam i komentarzy. W Polsce dostępne były do 2 marca 2011 roku, za pośrednictwem platformy cyfrowej Cyfra+.

## Lista kanałów tematycznych Music Choice w Polsce

### Music Choice Klasyka
- Klasyka nastrojowa
- Arcydzieła klasyki
- Muzyka Symfoniczna
- Cool jazz
- Klasyka Jazzu
- Rozmaitości

### Music Choice Pop
- Współczesny pop
- Hity francuskie
- Hity włoskie
- Dziś o miłości
- Hity hiszpańskie
- Hity brytyjskie

### Music ChoiceDance
- Bass Breaks & Beats
- Chillout
- Hity dyskoteki
- Muzyka turecka
- Rytmy na okrągło
- Wieczorne party

### Music Choice Urban
- R'n'B & Soul
- Hip Hop
- Reggae
- Blues
- Disco & Funk

### Music Choice Świat
- Country
- Muzyka arabska
- Hity Bollywood
- New Age
- Świat karnawału
- Piosenka francuska

### Music Choice Rock
- Niemiecki rock
- heavy metal
- Alternatywa
- Klasyczny rock
- Niezależna klasyka
- Hymny rocka

### Music Choice Oldies
- Hity lat 70
- Hity lat 80
- Hity lat 90
- Nowe stare hity
- Jeszcze raz
- Era Rock'n'Rolla

Z początkiem marca 2011 roku abonenci Cyfry+ zostali pozbawieni dostępu do serwisu audiofonicznego Music Choice. Powodem jest brak przedłużenia umowy z nadawcą.